# Georg Bayerer
Georg Bayerer (9 tháng 4 năm 1915 - 6 tháng 6 năm 1998) là một cố cầu thủ bóng đá và huấn luyện viên người Đức.